# Dia de Maio

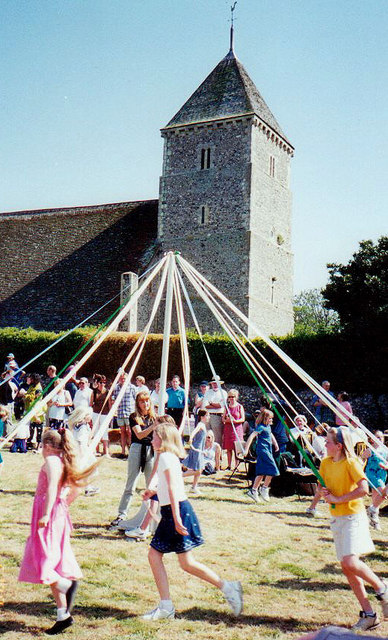
Festa do mastro na Igreja de Bishopstone, em Sussex, Reino Unido.

O Dia de Maio é um feriado geralmente celebrado no dia 1º de maio. É um antigo festival de primavera no hemisfério norte. É também um tradicional feriado de primavera em muitas culturas. Danças, cantos, e bolos são geralmente parte das celebrações que o dia inclui.
No final do século XX, o Dia de Maio foi escolhido como a data para o Dia Internacional dos Trabalhadores pelos socialistas e comunistas da Segunda Internacional para comemorar a Revolta de Haymarket, em Chicago. O Dia Internacional dos Trabalhadores também pode ser considerado como "Dia de Maio", mas é uma celebração diferente do tradicional 1º de maio.

## Origens tradicionais do Dia de Maio e celebrações
As primeiras celebrações do Dia de Maio apareceram em tempos pré-cristãos, com a Florália (ou festival de Flora), a deusa romana das flores, realizada em 27 de abril, durante a era da República Romana, e com as celebrações da Noite de Santa Valburga nos países germânicos em 30 de abril. Também está associado com o festival gaélico Beltane, mais comumente realizado no dia 30 de abril. O dia foi um feriado de verão tradicional em muitas culturas pagãs europeias pré-cristãs. No antigo calendário juliano, enquanto o dia 1º de fevereiro era considerado o primeiro dia de primavera, o dia 1º de maio era considerado o primeiro dia do verão; assim, o solstício de verão do dia 24 de junho (que agora ocorre em 20 de junho) era chamado de Midsummer (metade do verão).[carece de fontes?]
Quando a Europa foi cristianizada, os feriados pagãos perderam seu caráter religioso e o dia 1º de maio tornou-se uma celebração secular popular. Uma celebração significativa do Dia de Maio ocorre na Alemanha, onde é um dos vários dias em que Santa Valburga, creditada por trazer o cristianismo para a Alemanha, é homenageada. As versões seculares do Dia de Maio, observadas na Europa e na América, devem ser mais conhecidas por suas tradições de dança ao redor do mastro e por coroar a Rainha de Maio. Desaparecendo em popularidade desde o final do século XX está a doação de "Cestas de Maio", pequenos cestos de doces ou flores geralmente deixados anonimamente na porta dos vizinhos.
Desde o século XVIII, muitos católicos romanos celebram o mês de maio — e o Dia de Maio — com várias devoções à Virgem Maria. Em obras de arte, em esquetes escolares, e assim por diante, a cabeça de Maria por muitas vezes é adornada com flores na Coroação de Maio. O dia 1º de maio é também um dos dois dias de festa do santo padroeiro católico dos trabalhadores São José Operário, um carpinteiro, marido de Mãe Maria e pai adotivo de Jesus. Substituindo outra festa pela de São José, esta data foi escolhida pelo Papa Pio XII em 1955 como um contraponto às celebrações comunistas do Dia Internacional dos Trabalhadores no Dia de Maio.
No final do século XX, muitos neopagãos começaram a reconstruir as tradições e a comemorar o Dia de Maio como um festival religioso pagão.